# Benediktinerstraße 17 (Mönchengladbach)

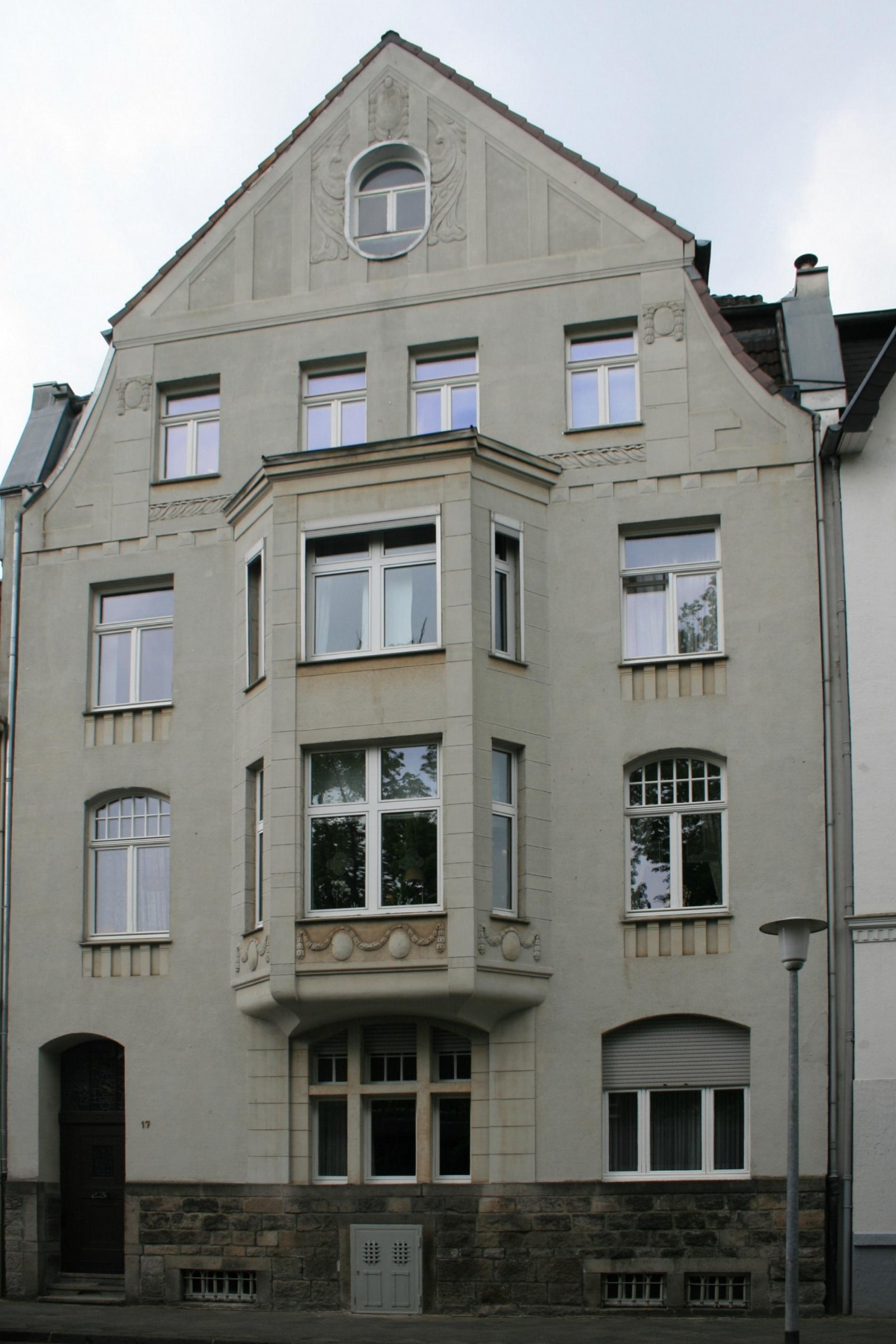
Wohnhaus (2010)

Das Wohnhaus Benediktinerstraße 17 steht in Mönchengladbach (Nordrhein-Westfalen).
Das Haus wurde 1908 erbaut. Es ist unter Nr. B 141 am 9. März 1994 in die Denkmalliste der Stadt Mönchengladbach eingetragen worden.

## Lage
Die Benediktinerstraße liegt in unmittelbarer Nähe zum Bunten Garten.

## Architektur
Der viergeschossige Putzbau mit drei Fensterachsen wird von einem die gesamte Fassadenbreite überspannenden Dreiecksgiebel bedeckt. Die Dachform entspricht einer Kombination von Mansard- und Satteldach. Das Haus liegt in einer vollkommen geschlossenen Häuserzeile und wurde 1909 erbaut.